# Rudolf Francke
Rudolf Johannes Francke (* 1. Dezember 1862 in Hofgeismar; † 10. Februar 1953 in Hombressen) war ein evangelischer Theologe und Abgeordneter des Provinziallandtages der preußischen Provinz Hessen-Nassau.

## Leben
Rudolf Francke wurde als Sohn des Superintendenten Gustav Francke und dessen Gemahlin Charlotte Pfingst geboren. Nach dem Abitur am Gymnasium Kassel im Jahre 1882 absolvierte er ein Studium der Theologie an den Universitäten in Marburg, Erlangen und Halle und schloss mit der Promotion zum Dr. Theol. ab. Seit 1882 gehörte er der Marburger Burschenschaft Arminia an. Es folgte der Wehrdienst als Einjährig-Freiwilliger in Erlangen. 1887 erhielt er nach der Ordination eine Stelle als Pfarrgehilfe und wurde später Pfarrer in Karlshafen. 1900 kam – nach einer Beurlaubung von einem Jahr – die Berufung zum Geistlichen der Inneren Mission. In diesem Amt blieb er bis zum Jahresende 1920, währenddessen er Mitglied des Landeskirchentages und der verfassunggebenden Kirchenversammlung war. 1921 übernahm er die Stelle des Pfarrers in Heckershausen, wo er bis zur Pensionierung am 30. September 1933 tätig war. Francke betätigte sich politisch und war Mitglied der Deutschnationalen Volkspartei und später der Kampffront Schwarz-Weiß-Rot. Als deren Vertreter erhielt er ein Mandat für den Kurhessischen Kommunallandtag des Regierungsbezirks Kassel. Aus dessen Mitte wurde er zum Abgeordneten des Provinziallandtages der Provinz Hessen-Nassau bestimmt.

## Schriften
- Die Geschichte der Stadt Carlshafen und ihrer französischen Kolonie. Nebst einem Führer durch die nähere Umgegend der Stadt. Verlag Keseberg, Hofgeismar 1890.
- Die französische Kolonie in Karlshafen (= Geschichtsblätter des Deutschen Hugenotten-Vereins. 1, 9, ISSN 0344-2934). Heinrichshofen, Magdeburg 1892.
- Dunkle Glaubenswege. Erzählung aus der Zeit der Hugenotten-Verfolgungen. Verlag E. Biermann, Barmen 1905.
- Ein Wille – ein Weg. Verlag Pillardy & Augustin, Kassel 1913.
- Die christliche Liebestätigkeit in Kurhessen. Verlag Lometsch, Kassel 1904.
- Evangelischer Pfarrerverein Hessen-Kassel. Seine Geschichte, seine Satzungen. Verlag des Pfarrervereins, Kassel 1934.